# ヘモルフィン
ヘモルフィン（英：Hemorphins）は、血液中に存在する天然由来の内因性オピオイドペプチドの一群であり、ヘモグロビンのβ鎖に由来する 。オピオイド受容体の活性化による抗侵害受容性があり、また、アンジオテンシン変換酵素（ACE）の阻害を通じて血圧に関与するだけでなく、内因性エンケファリンレベルの上昇を引き起こす。ヘモルフィンの例としては、ヘモルフィン-4、スピノルフィン、バロルフィンなどがある。